# オスマン主義
オスマン主義（オスマンしゅぎ、トルコ語：Osmanlıcılık、Osmanlılık 英語：Ottomanism）は、宗教・民族の別に関わらずオスマン帝国において全ての帝国住民の平等を基礎に、オスマン帝国の政治的一体性を守ろうとする考え方。列強の進出に対抗するために登場し、第一次世界大戦の後、オスマン帝国が潰えるにあたって政治の表舞台から消えた。
オスマン帝国の政策においてオスマン主義は多民族帝国への志向ではなく、多宗教帝国への志向であったとされる。

## 歴史

### 前史
オスマン帝国はムスリム優位のもと、各宗教共同体を単位として一定の自治が認められていた。ところで、時代が下るにつれ西洋列強は力をつけオスマン帝国に干渉するようになってきた。特に18世紀以降、オスマン帝国と数次に渡る露土戦争を戦ったロシア帝国はバルカン半島の正教徒の保護者を自ら任じ、正教徒の保護を名目としてオスマン帝国に干渉することが多くなり、またオスマン帝国内の正教徒も同宗のロシアを頼った。オスマン帝国は、キリスト教徒住民の権利擁護という列強の名目を否定するため、ムスリムとキリスト教徒との二元性を克服し、それらの平等を基礎とした「近代国家」としての体裁を整える必要に迫られた。

### タンズィマート改革
1839年11月3日、皇帝に即位間もないアブデュルメジト1世は父であったマフムト2世の方針を受け継ぎ、「ギュルハネ勅令」を発布しタンズィマート改革を始動させた。この上からの改革は、全臣民の生命と名誉と財産の保障と、やや不明確ながら宗教に関わらない臣民の平等とを謳っており、さらに進んで1856年の「改革の勅令」においては、ギュルハネ勅令の内容に加え、宗派間、言語話者間、ないし民族間の差別的意味を持つ用語（具体的には非ムスリムを指す「不信の徒」）を全ての公文書から取り除くことが宣言された。
オスマン主義に関わる具体的な政策としては、以下のものが挙げられる。
- ムスリム・非ムスリムが共に参加した高等法制審議会
- ムスリム・非ムスリム共学のフランス語教育を行う学校「リセ」の設置
- フランス1810年刑法のトルコ語訳を基本とした新刑法の制定
- 地方議会の設置と非ムスリムの参加
- 信教の自由及び改宗の自由の保障

一連の改革には「新オスマン人」と呼ばれる人々が関わっていた（後述）。

### ミドハト憲法
1876年12月23日、一連のタンズィマート改革の総決算としてオスマン帝国憲法（ミドハト憲法）が発布された。第1条で「オスマン国家は単一で、いついかなる理由でも分割は認められない」としており、民族主義に対抗するオスマン主義の護持が示されている。第8条における宗教宗派の別を問わない「オスマン人」＝オスマン国民概念の提示、第17条における（宗教宗派に関わる事柄を除くという条件付きではあるが）法の下の平等の保障などが行われた。しかし、この憲法はわずか2年後の1878年に皇帝アブデュルハミト2世によって停止され、議会も解散された。憲政の復活は、1908年の青年トルコ人革命まで待たねばならない。

### オスマン主義の蹉跌
憲法を停止したアブデュルハミト2世は上からの改革には熱心であり、彼は汎イスラーム主義に基いて政策を展開した。一方、憲政の停止によって政治の舞台から排除された新オスマン人たちは、エリートが主体であったこともあり、アブデュルハミト2世の専制主義に対して広範な人々と地域を巻き込んだ対抗運動を起こし得なかった。しかし、アブデュルハミト2世の上からの改革は逆説的ながら新たな知識人層を育て、皇帝の専制に対抗する運動をも引き起こすことになる。これは憲政復活を目指す「青年トルコ人運動」として結集してゆく。青年トルコ人革命までの憲政運動は基本的にオスマン主義の文脈上にあった。しかし、青年トルコ人運動の中心となった統一進歩委員会にはトルコ民族主義的な傾向を持つオメル・セイフェッティンや、ズィヤー・ギョカルプも参加しており、ロシア帝国出身者でテュルク系民族主義を掲げていたユースフ・アクチュラをはじめとする人々も後に青年トルコ人に合流することになる。
1908年、統一進歩委員会はアブデュルハミト2世に反旗を翻し、憲政の復活を要求した。アブデュルハミト2世は1度は鎮圧を試みるが失敗し、要求を受け入れることになる。いわゆる「青年トルコ人革命」である。統一進歩委員会は、集権主義を取り、「非集権」（分権主義）を旨としたサバハッティンらとの主導権争いに勝つ。これは、立憲制の復活により自民族への分権への期待を抱いていた非トルコ系のムスリムや、非ムスリム民族の失望も引き起こした。
この後権力を握ったエンヴェル・パシャ、タラート・パシャ、ジェマル・パシャの3人も基本的にはオスマン主義者であったが、第一次世界大戦では、アラブ民族主義によるアラブ反乱によってアラブ地域はオスマン帝国から分離し、敗戦によってオスマン帝国そのものも解体されると、オスマン主義はその歴史的役目を終えた。

## オスマン主義者
帝国政府にとって帝国の保全は当然の目的であり、政策もその線に沿って行われた。オスマン主義は特定の主唱者がいたわけではないとされる。一方、知識人の中にもオスマン主義を擁護する人々が存在した。
「新オスマン人」と呼ばれる人々は、著名なオスマン主義者を含んでいる。その1人、ナムク・ケマルは地方時代が長く帝国の複雑な宗教・民族構成を熟知しており、滞欧経験も長く近代西欧の思想と文学、文化にも通じていた。彼は宗教・民族を別にしようとも、平等の権利と自由が保証さえすれば、共にオスマン人として一つの祖国＝オスマン帝国の担い手たり続けうると主張した。また彼は宗教・民族を別にする臣民一般の権利を保障するために立憲制の必要を説いた。ナムク・ケマルはオスマン帝国において地方の実情を熟知しており、アラブを除けば多民族・多宗教の混住地ばかりであるオスマン帝国では、オスマン主義こそが必要であると考えていた。
一方、アラブ人の多くはベイルートのキリスト教徒アラブ人サークルが主導して形を得たアラブ民族主義を旨とし、オスマン主義とは対立していた。ただ、例外としてレバノンのドゥルーズ派の名士であったシャキーブ・アルスラーンは、帝国の解体までオスマン主義を主張している。

## 評価および成果
オスマン主義の時代を生きたユースフ・アクチュラは、『三つの政治路線』と題する論説において、オスマン主義、汎イスラーム主義、汎トルコ主義を比較しオスマン主義を批判している。彼によればオスマン主義とは、宗教・民族の別にかかわらず自由と平等を与え、アメリカ合衆国におけるアメリカ・ネーションのようにオスマン・ネーションを出現させることを目指すものであった。ユースフ・アクチュラは、この政策が失敗であったと断ずる。なぜならば、長年特権的な地位を占めてきたオスマン・ムスリムは平等を望まず、また独立を目指す非ムスリムもこの政策を支持しないからである。以上は内的要因であるが、ロシアおよびバルカン諸国もオスマン主義によるオスマン・ネーションの出現を望んでおらず、外的要因からもこの政策が成功するはずがないと指摘している。
一方、オスマン主義に基づくタンズィマート改革は、上記の通りアジア初の憲法制定に結びついた。オスマン帝国憲法は極めて民主的と評され、特に諸宗徒の平等を認めた第8条は、西欧諸国の一員であったオーストリア＝ハンガリー帝国でさえ体制が恐れる平等原則であった。